# Орден Білого слона
Орден Білого слона  (тай. เครื่องราชอิสริยาภรณ์อันเป็นที่เชิดชูยิ่งช้างเผือก) — орден Сіаму, а згодом Таїланду.

## Історія
Орден Білого слона заснував король Сіаму Рама IV Монгкут у 1861 році.

## Ступені
| Ознаки                | Ознаки                | Ознаки         | Ознаки   | Ознаки | Ознаки  | Ознаки        | Ознаки        |
| --------------------- | --------------------- | -------------- | -------- | ------ | ------- | ------------- | ------------- |
| Лицар Великої стрічки | Лицар Великого Хреста | Лицар-Командор | Командор | Офіцер | Кавалер | Золота медаль | Срібна медаль |